# Konstantin Ustinowitsch Tschernenko

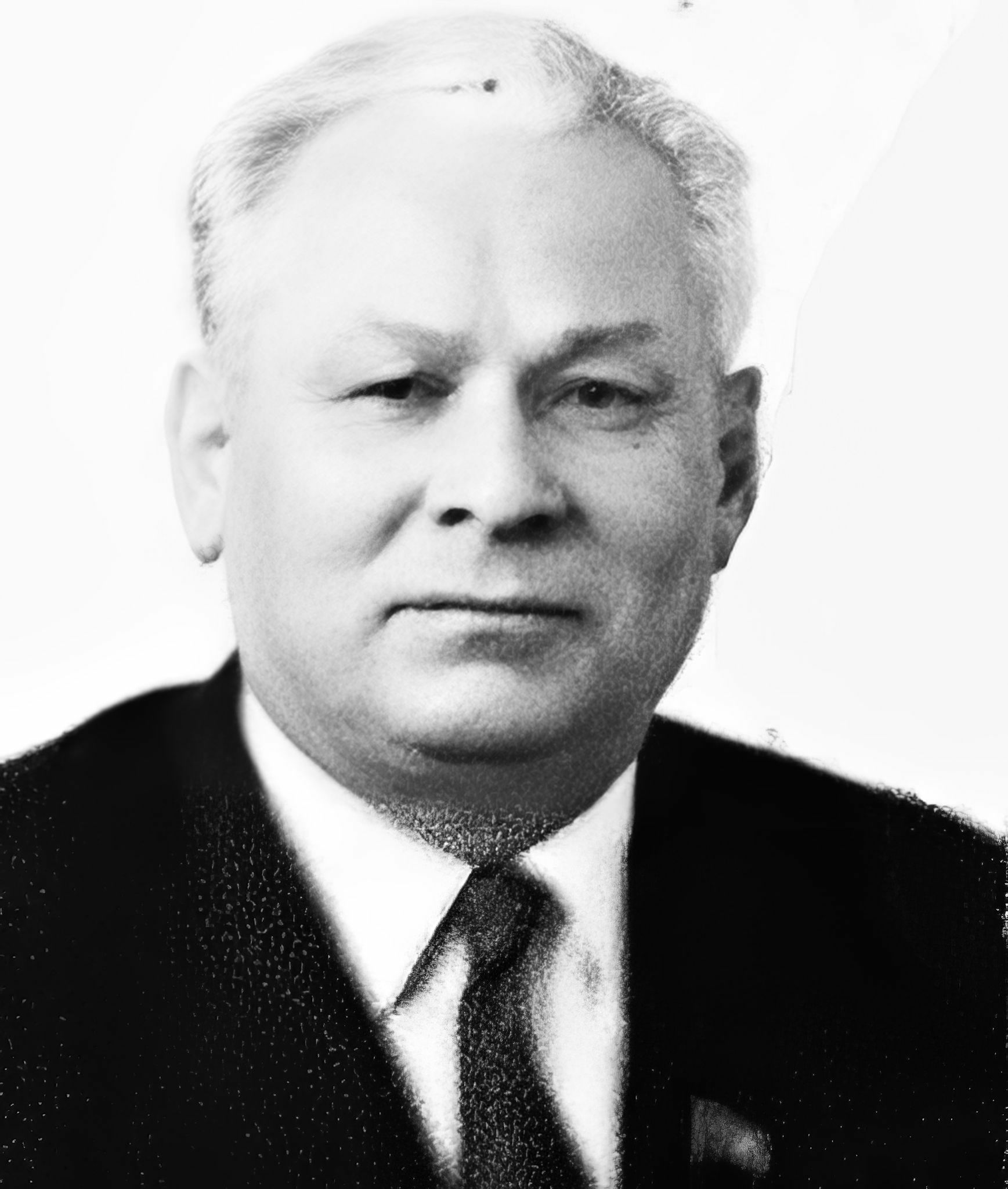
Konstantin Tschernenko (1973)

Konstantin Ustinowitsch Tschernenko (russisch Константин Устинович Черненко, wiss. Transliteration Konstantin Ustinovič Černenko; * 11.jul. / 24. September 1911greg. in Bolschaja Tes, Gouvernement Jenisseisk, Russisches Reich, heute zur Region Krasnojarsk; † 10. März 1985 in Moskau) war ein sowjetischer Politiker und vom 13. Februar 1984 bis zu seinem Tod Generalsekretär der KPdSU sowie als Vorsitzender des Präsidiums des Obersten Sowjets das Staatsoberhaupt der Sowjetunion.

## Biografie

### Ausbildung und Aufstieg
Tschernenko stammte aus einer Arbeiterfamilie in Sibirien. Der Vater Ustin Demidowitsch Tschernenko war Bergmann und die Mutter Charitina arbeitete in der Landwirtschaft. 1926 trat er dem Komsomol – der Jugendorganisation der KPdSU – und 1931 der Partei bei. Er diente von 1930 bis 1933 bei den Grenztruppen der OGPU an der sowjetisch-chinesischen Grenze. Anschließend besuchte er Parteischulen und erhielt 1945 in Moskau sein Abschlussdiplom. 1953 beendete er ein Fernstudium für eine Lehrerausbildung.
1948 wurde er Leiter der Propagandaabteilung im Zentralkomitee (ZK) der Kommunistischen Partei (KP) der Moldauischen SSR. Hier begegnete er erstmals Leonid Breschnew, der 1950 bis 1952 Erster Sekretär des ZK der moldauischen KP war. Von nun an wurde er von Breschnew gefördert und in seinem Schatten sein getreuester Gefolgsmann. 1956 folgte er Breschnew nach Moskau und erfüllte ähnliche Aufgaben im Bereich der Propaganda im Zentralkomitee der KPdSU. Als Breschnew im Oktober 1964 Erster Sekretär des ZK der KPdSU wurde, übernahm er die Aufgabe als Leiter des persönlichen Stabes des Parteibüros von Breschnew.

### Im Zentrum der Macht
1965 – also im Alter von 54 Jahren – wurde Tschernenko Leiter der Allgemeinen Abteilung des Zentralkomitees. Ab 1971 war er Mitglied des Zentralkomitees, von 1976 bis 1984 Sekretär des Zentralkomitees.
1977 wurde er Kandidat, 1978 Vollmitglied des Politbüros, des höchsten politischen Gremiums der UdSSR. 1984, nun im Alter von 72 Jahren, wurde er Generalsekretär der KPdSU und als Vorsitzender des Präsidiums des Obersten Sowjets Staatsoberhaupt der Sowjetunion; zu dieser Zeit litt er bereits unter einem Lungenemphysem und war schwer krank. Der Grund für seinen wachsenden politischen Einfluss muss in seiner jahrelangen absolut loyalen Zusammenarbeit mit Breschnew als dessen Vertrauensperson gesehen werden. Er beherrschte den Apparat der KPdSU und er organisierte während der Krankheitszeiten von Breschnew alle Führungsaufgaben.
Trotz seines engen Verhältnisses zu Breschnew wurde nicht Tschernenko, sondern sein Rivale Juri Andropow nach dem Tode von Partei-Chefideologe Michail Suslow im Januar 1982 („Zweiter“) ZK-Sekretär und damit De-facto-Stellvertreter des Generalsekretärs. Nach dem Tode Breschnews am 10. November 1982 wurde ebenfalls nicht Tschernenko, sondern Andropow zum Nachfolger Breschnews bestimmt. Diese Entscheidung des Politbüros musste Tschernenko dem Zentralkomitee der KPdSU am 12. November 1982 verkünden. Das Zentralkomitee bestätigte die Entscheidung des Politbüros. Andropow wurde neuer Generalsekretär. Tschernenko erhielt dafür Andropows bisherigen Posten als „Zweiter“ ZK-Sekretär. Zwar war nicht Tschernenko, sondern Michail Gorbatschow Andropows Protegé und Favorit für die Nachfolge, doch konnte Andropow während seiner Regierungszeit Tschernenko nicht von der Position des „Zweiten“ ZK-Sekretärs verdrängen. Nach dem Tode Andropows im Februar 1984 schlug Ministerpräsident Nikolai Tichonow Tschernenko als neuen Generalsekretär vor. Tschernenko wurde dann vom Zentralkomitee als Nachfolger Andropows bestätigt. Andropows Protegé Gorbatschow übernahm Tschernenkos Funktion als Sekretär des ZK und wurde nach Tschernenkos Tod dann wiederum dessen Nachfolger.
Tschernenkos Regierungszeit fiel in eine Phase, in der das Verhältnis zwischen Ost und West nach dem sowjetischen Einmarsch in Afghanistan von 1979 und dem NATO-Doppelbeschluss einen neuen Tiefpunkt erreicht hatte. Die Spannungen manifestierten sich auch beim wechselseitigen Boykott der Olympischen Sommerspiele 1980 in Moskau und 1984 in Los Angeles. Gegen den im November 1984 mit deutlicher Mehrheit wiedergewählten US-Präsidenten Ronald Reagan, der einen harten antikommunistischen Kurs verfolgte, wirkte Tschernenko hilflos. Allerdings wurde in seiner Regierungszeit entschieden, in Genf Verhandlungen mit den USA über Rüstungskontrolle wieder aufzunehmen. Die Verhandlungen begannen allerdings erst nach Tschernenkos Tod. Die Regierungskontakte mit den USA wurden deshalb wieder aufgenommen. Außenminister Andrei Gromyko reiste daher noch vor Reagans Wiederwahl 1984 zu einem Treffen mit ihm in die USA und vereinbarte die Wiederaufnahme der Genfer Abrüstungsverhandlungen mit seinem US-Kollegen George Shultz im Januar 1985. Gorbatschow-Biograph Christian Schmidt-Häuer schreibt, Tschernenko habe mit Gorbatschow die Wiederannäherung an die USA unterstützt. In der gleichen Woche – im September 1984 –, in der das Politbüro die Entsendung Gromykos in die USA beschloss, wurde der Kritiker dieser Politik, Generalstabschef Nikolai Ogarkow, seines Postens enthoben. Viel spricht dafür, dass das Politbüro in jener Sitzung im September 1984 – also während der Regierungszeit Tschernenkos – beschloss, den Dialog mit den USA wieder aufzunehmen und Ogarkow abzusetzen. Der einzige Verbündete Ogarkows in diesem Gremium, Politbüromitglied Grigori Romanow, ZK-Sekretär für Verteidigung und Befürworter einer „harten“ Außenpolitik, befand sich während jener Sitzung auf einer Auslandsreise.
Während Tschernenko in der Innenpolitik zwischen Dogmatikern und Reformern der KPdSU „hin- und herschwankte“ und – mit Ausnahme der Absetzung Ogarkows – keine Veränderungen in der sowjetischen Führungsspitze vorgenommen wurden (lediglich der Tod von Verteidigungsminister Dmitri Ustinow im Dezember 1984 führte zur Ernennung eines neuen Verteidigungsministers, der jedoch im Gegensatz zu seinem Vorgänger nicht Mitglied des Politbüros wurde), kam es unter Tschernenko ab September 1984 zu einer vorsichtigen Revision der konfrontativen sowjetischen Außenpolitik, die zum NATO-Nachrüstungsbeschluss geführt hatte, und einem Abbau der Spannungen. Sie hatten sich nach der Durchführung des NATO-Doppelbeschlusses im November 1983 – noch unter Andropow – erheblich verschärft. Wie sein Nachfolger Gorbatschow befürwortete Tschernenko, auch aus wirtschaftspolitischen Gründen (er lehnte eine Kürzung von Sozialprogrammen zugunsten des Verteidigungsetats ab), offenbar die Wiederannäherung an die USA und die Überwindung der beiderseitigen Spannungen. Er wollte zur Entspannungspolitik der 1970er Jahre zurückkehren. Diese Politik wurde dann jedoch erst unter Gorbatschow energisch in die Tat umgesetzt.
Wie sein Vorgänger Andropow war Tschernenko nur kurze Zeit Generalsekretär. Tschernenko hatte schon als Jugendlicher mit dem Rauchen begonnen und war als starker Raucher bekannt. Im höheren Alter entwickelte sich ein Lungenemphysem. Nach seinem Tod wurde eine Autopsie durchgeführt, bei der entdeckt wurde, dass er auch an Leberzirrhose und chronischer Hepatitis gelitten hatte. Er starb bereits nach dreizehnmonatiger Amtszeit. Sein Nachfolger wurde Michail Gorbatschow.

### Ehrungen
Tschernenko erhielt dreimal den Orden Held der sozialistischen Arbeit, viermal den Leninorden und dreimal den Orden des Roten Banners der Arbeit. Er wurde wie seine Vorgänger an der Kremlmauer beigesetzt. Die Stadt Scharypowo trug von 1985 bis 1988 seinen Namen.

## Schriften
- Ausgewählte Reden und Aufsätze 1981–1984. Dietz-Verlag, Berlin 1985; DNB 850553695.
- Volk und Partei sind eins. Ausgewählte Reden und Aufsätze. Edition Rötzer, Eisenstadt 1984, ISBN 3-85374-139-8.
- mit M. S. Gorbatschow: Auf das Niveau der Anforderungen des entwickelten Sozialismus. Dem 27. Parteitag entgegen. Verlag Marxistische Blätter, Frankfurt am Main 1985, ISBN 3-88012-715-8.